# François-Louis-Joseph de Bourbon Busset
Pour les autres membres de la famille, voir Maison de Bourbon Busset.
François-Louis-Joseph de Bourbon, comte de Busset (4 février 1782, Paris - 14 décembre 1856, Paris), est un général et homme politique français.

## Biographie
Issu d'une branche non dynaste de la Maison de Bourbon, il est le fils du comte Louis-François-Joseph de Bourbon Busset (1749-1829), Lieutenant-général et cousin du roi, et d'Elisabeth Bourgeois de Boynes. Il est le petit-fils de François-Louis-Antoine de Bourbon Busset et de Pierre Étienne Bourgeois de Boynes, secrétaire d'état à la marine.  
Après avoir été emprisonné à la Révolution, il fait ses études au collège militaire d'Effiat. Il sert ensuite dans les armées impériales, dans la cavalerie blanche de Saint-Domingue, et est admis, comme lieutenant, au régiment des chevau-légers belges (1806). Capitaine en 1807, il fait les campagnes d'Allemagne, de Prusse et de Pologne, passe, en 1809, à l'Armée d'Espagne, et se distingue à Talavera et à Albuera. Capturé durant cette dernière bataille, il passe un an sur les pontons espagnols. "la cavalerie légère regretta la perte de M. de Bourbon-Busset, chef d’escadron au 27e chasseurs, commandant l’arrière-garde. Cet officier, que la plus brillante valeur faisoit distinguer à la tête de toutes les attaques, fut fait prisonnier, ayant eu son cheval tué dans charge contre les Anglais qui ramenoient vigoureusement ses tirailleurs." Après cela, il revint prendre part à la guerre de France et passa chef d'escadron au 2e régiment d'éclaireurs de la Garde Impériale. 
À l'abdication de Napoléon, il est nommé colonel aide-major des gendarmes du roi (1814), maréchal de camp (1815), et, après avoir exercé deux fois les fonctions d'inspecteur général de la cavalerie, reçoit le commandement d'une subdivision militaire. 
Le 23 décembre 1823, il est nommé Pair de France héréditaire, puis en 1824 baron-pair, sur institution d'un majorat. 
À la chambre des pairs,; tous ses votes furent acquis au pouvoir. Chef d'état-major général de la garde royale à l'armée d'Espagne (1823), il gagne à la suite de cette campagne le grade de lieutenant-général (1825). Peu de temps après, il commande une division au camp de Saint-Omer, puis à celui de Lunéville.
Resté fidèle à la branche aînée des Bourbons, il cesse de siéger à la chambre des Pairs après la révolution de juillet 1830, et sollicite son admission à la retraite de l'armée, définitivement réglée le 24 janvier 1838.

### Distinctions
- chevalier (6 août 1811), puis officier (14 septembre 1814), commandeur (31 décembre 1815) et grand officier de la Légion d'honneur [2].
- Chevalier (20 août 1814) puis commandeur (22 mai 1825) de l'ordre royal et militaire de Saint-Louis [3].
- gentilhomme honoraire de la chambre du Roi (1826-1830)

### Mariage et Descendance
Il épouse à Paris en 1818 Charlotte de Gontaut (Five fields, Grande-Bretagne, 9 octobre 1796 - château de Busset, 13 mars 1887), fille de Charles Michel, vicomte de Gontaut-Biron-Saint Blancard, lieutenant général des armées du Roi, commandeur de l'ordre royal et militaire de Saint Louis, et de Marie Joséphine Louise de Montaut-Navailles, duchesse de Gontaut en 1826, gouvernante des enfants de France. Dont :
- Charles Ferdinand de Bourbon, comte de Busset (1819-1897), marié en 1842 avec Eulalie de L'Espine, dont quatre filles ;
- Gaspard-Louis-Joseph de Bourbon, comte de Châlus (1819-1871), marié en 1847 avec Céline Bravard d'Eyssat (1825-1857), puis en 1860 avec Marie Anne Yel (1832-1899). dont :
  - Robert de Bourbon, comte de Busset (1848-1918), marié avec Jeanne Louise Marie de Nédonchel (1853-1875), puis en 1882 avec Juliette d'Ursel (1853-1936). dont, entre autres : 
    - Louis de Bourbon, comte de Busset (1875-1954),  : postérité (Bourbon-Busset).

  - Guy de Bourbon, comte de Châlus (1849-1905), marié en 1875 avec la princesse Yolande de Polignac (1855-1901) : postérité (Bourbon-Châlus)[4]

### Sources
- « Bourbon-Busset (François-Louis-Joseph, comte de) », dans Adolphe Robert et Gaston Cougny, Dictionnaire des parlementaires français, Edgar Bourloton, 1889-1891 [détail de l’édition]